# Budesonid
Budesonid (BUD), u prodaji pod imenom Pulmicort između ostalih, je lek kortikosteroidnog tipa. On je dostupan u inhalacionom obliku, kao pilula, nazalni sprej, i u rektalnoj formi. Inhalaciona forma se koristi u dugotrajnom tretmanu astme i hronične opstruktivne bolesti pluća (COPD). Nazalni sprej se koristi za alergijski rinitis i nazalne polipe. Pilule sa odloženim oslobađanjem i rektalne forme se mogu koristiti za tretman upalnih bolesti creva uključujući Kronovu bolest, ulcerozni kolitis i mikroskopski kolitis.

## Osobine
Budesonid je organsko jedinjenje, koje sadrži 25 atoma ugljenika i ima molekulsku masu od 430,534 .
| Osobina                  | Vrednost |
| ------------------------ | -------- |
| Broj akceptora vodonika  | 6        |
| Broj donora vodonika     | 2        |
| Broj rotacionih veza     | 4        |
| Particioni koeficijent ( | 2,2      |
| Rastvorljivost (logS, log(mol/L))       | -4,2     |
| Polarna površina (PSA, Å2)  | 93,1     |

## Literatura
- Hardman JG, Limbird LE, Gilman AG (2001). Goodman & Gilman's The Pharmacological Basis of Therapeutics (10. изд.). New York: McGraw-Hill. ISBN 0071354697. doi:10.1036/0071422803.
- Thomas L. Lemke; David A. Williams, ур. (2007). Foye's Principles of Medicinal Chemistry (6. изд.). Baltimore: Lippincott Willams & Wilkins. ISBN 0781768799.

## Spoljašnje veze
|  | Molimo Vas, obratite pažnju na važno upozorenje u vezi sa temama iz oblasti medicine (zdravlja). |